# Башкортостан

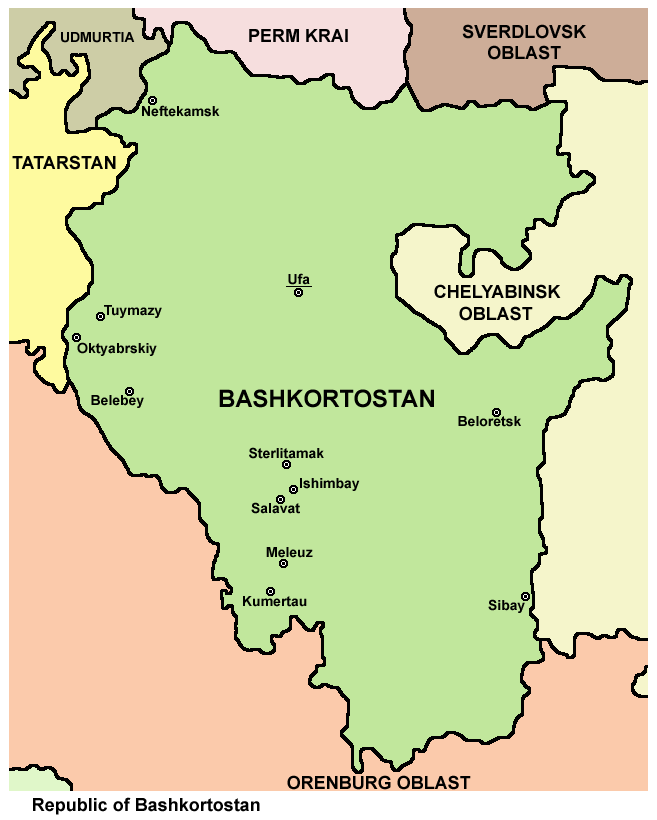

Респу́бліка Башкортоста́н, Башкортоста́н (рос. Респу́блика Башкортоста́н; башк. Башҡортостан Республикаһы, МФА: [bɑʂqʊ̞rtʊ̞'stɑn  rʲisˈpublʲikähɯ]) — республіка, суб'єкт Російської Федерації зі столицею в місті Уфа. Також входить до складу Приволзького федерального округу.
Межує зі Свердловською, Челябінською та Оренбурзькою областями Росії, Пермським краєм, а також з Республіками Татарстан і Удмуртія.
Утворена 20 березня 1919.

## Географія

### Географічне положення
Республіка розташована на схилах Південного Уралу й в Передураллі. Найвища точка на території Башкортостану — гора Ямантау (1640 м). Довжина республіки з півночі на південь — 550 км, із заходу на схід — 430 км.
Найбільші річки: Біла (Агідель) (1430 км) і її притоки Нугуш (235 км), Сім (239 км), Уфа (Караїдель) (918 км), Дьома (556 км), а також Сакмара (760 км), Урал та Ік (571 км).
Озер налічується близько 2700. Найбільша кількість озер є в зауральській частині республіки: Курман-Куль, Шерамбай, Ала-Куль, Куш-Куль, Карагай-Куль, Біле, Учали, Узун-Куль, Улянди, Карабаликти, Банне, Мулдак, Чебаркуль, Талкас, Култубан, Юмуркали й ін. Майже всі перераховані озера Башкирського Зауралля мають довгасту форму й витягнуті паралельно гірським хребтам, що, треба думати, пов'язане з їхнім тектонічним походженням. Озера ці рясні рибою (до 40 видів). Серед озер західної частини Башкирії найбільш великими є Асли-Куль, що має площу 18,5 км², та Кандри-Куль із площею 12 км². На території Республіки находиться національний парк «Башкирія», Башкирський заповідник, заповідник Шульган-Таш. На території Шульган-Таша є однойменна печера, більше відома як Капова — найбільша печера Уралу (довжина біля трьох кілометрів).
Крайні точки
- північна — 56 ° 31 'пн. ш. 54 ° 31 'сх.д, на північний захід від села Байсарово Янаульського району;
- південна — 51 ° 34 'пн. ш. 57 ° 12 'сх. д, на південний схід від села Кужанак Зіанчурінского району;
- західна — 55 ° 07 'пн. ш. 53 ° 08 'сх. д, на південний захід від села Івановка Бакалінського району;
- східна — 54 ° 52 'пн. ш. 60 ° 00 'сх. д, на північний схід від станції Устиново Учалинского району.

### Корисні копалини
У Башкортостані є родовища нафти (Арланське й Чекмагуське, Ішимбайське, Туймазінське, Шкаповське й ін.), природного газу (Кумертау, Янаул і ін., прогнозовані запаси більше 300 млрд м³), вугілля Південно-Уральського басейну (балансові запаси до 0,5 млрд тонн), залізної руди (балансові запаси близько 100 млн тонн), міді та цинку Сібайського родовища, золота, кам'яної солі, якісної цементної сировини.

### Клімат
Клімат континентальний з помірно теплим літом і холодною зимою. Пересічна температура січня −15°, липня +19°. Опадів близько 550—600 мм на рік у північно-східній частині і 300—400 мм у степових районах півдня. Вегетаційний період — 120—135 діб.

### Рослинний світ
Ліс займає понад 40 % території республіки. У Передураллі це змішані ліси, північніше, у західному передгір'ї, розташовані сосново-листяні й березові ліси й темнохвойна тайга.
У Передураллі також поширені лісостепи з березовими й дубовими лісами, різнотравно-ковилові степи.

### Тваринний світ
Тваринний світ краю досить різноманітний. На території Башкирії живуть 286 видів птахів, 76 видів ссавців, 700 видів червоподібних, 121 вид молюсків, близько 500 видів членистоногих, 10 видів земноводних і стільки ж плазунів. Багато видів тварин і птахів мають велику зону перебування, хоча поширення деяких європейських видів обмежене Уральським хребтом.
Риби. У річках, озерах і ставках республіки живуть 47 видів риб, 13 з них занесені до Червоної книги Башкортостану. До них належать стерлядь, осетер, таймень, пструг струмковий, європейський харіус, а також пелядь, рипус, сиг. Ширше розповсюджені лящ, головень, язь, плітка, карась, сороча, а також окунь, йорж та судак. Зустрічаються сом, минь, тюлька.
Птахи. У Башкирському Заураллі зареєстровані огар, турпан, куріпка біла, шилодзьобка, кречітка, білокрилий жайворонок, кам'янка-плясунья, мала мухоловка, а в Башкирському Передураллі — вівчарик жовтобровий, волове очко. По всій території трапляється сіра куріпка, звичайний жайворонок, орябок, різні види качок й мартинів.
З плазунів відмічено кілька видів, у тому числі болотяна черепаха.
Ссавці. Зі ссавців у південних районах зустрічаються пискуха мала, хом'ячки сірий і Еверсмана, а на лівому березі річки Білої зустрічається ховрах рудуватий. Однак більшість тварин живе на всій території республіки: бабак, тушкан, заєць сірий, тхір степовий, ведмідь, рись, куниця, бурундук, вивірка лісова, бобер, ондатра, лось, сарна сибірська, свиня дика і багато інших.
Об'єктами полювання в цей час є в основному качині: крижень, червоноголовий нирок, свіязь, широконіска, а також орябок, тетерев, глушець, слуква тощо. Промишляють куницю, річкового візона, горностая, ласицю, степового тхора, борсука, вовка, лисицю, єнота, зайця.
Строго по певних нормах здійснюється промисел лося, свині дикої, ведмедя й бобра, тому що в результаті вирубки лісів, забруднення водойм і полів їхня чисельність сильно скоротилася. Зникли багато видів птахів — у Башкирії перестали гніздитися пелікан, стрепет, дрохва, степовий орел, повністю винищена хохуля. У Червону Книгу Башкирії внесені деякі види хижих птахів, ссавців і комах.
З метою збереження природних комплексів створені національний парк «Башкирія», Башкирський заповідник, заповідник «Шульган-Таш».

### Ґрунти
В західній частині переважають чорноземи; на півночі від р. Білої — дерново-підзолисті і сірі лісові ґрунти. В гірських районах Уралу — гірськолісові сірі і гірськолучні ґрунти. На півночі і північному сході Предуралля поширені мішані темнохвойно-широколистяні ліси, які далі на південь переходять в широколистяні. На півдні — ковилово-різнотравні степи, переважно розорані.

## Історія
В IX—X столітті башкири жили на території Південного Уралу між річками Волга, Кама, Тобол і верх, течією Яїку (Уралу). Башкири були кочовиками і займалися скотарством, полюванням, рибальством, бортництвом. Після завоювання татаро-монголами Башкирія ввійшла до складу Золотої Орди, а в 1-й половині XV століття була поділена між Казанським і Сибірським ханствами і Ногайською ордою.
Після завоювання московськими військами Казанського ханства (1552) основна частина башкирських племен 1554—1557 добровільно прийняла російське підданство. Під впливом російських селян-переселенців башкири починають займатись рільництвом і переходять від кочового до осілого життя. Башкири на чолі з Салаватом Юлаєвим, сподвижником Омеляна Пугачова, брали активну участь у селянській війні 1773—1775. З 1798 царський уряд поділив Башкирію на кантони (військові округи), сформувавши з населення нерегулярне військо для оборони кордонів. У 1865 кантонну систему управління ліквідовано й башкирів прирівняно до сільських жителів. У XVIII столітті і 1-й пол. XIX століття багато земель захопили російські поміщики й заводчики, а в пореформений період відбувається інтенсивне заселення Башкирії російськими переселенцями.
Ще у XVIII столітті в Башкирії виникла гірнича промисловість. У 1878 в Уфимській губернії було 200 промислових підприємств, в гірсько-лісових районах працювало 14 металургійних заводів, на яких переважали російські робітники (національний пролетаріат був незначний).

### Утворення Малої Башкирії
Після Лютневої Революції 1917 року в регіоні почався процес національного руху за створення національно-територіальної автономії. У липні-серпні 1917 року в Оренбурзі пройшли I і II Всебашкирські з'їзди (курултаї), де було ухвалено рішення про потребу створення «демократичної республіки на національно-територіальних засадах» у складі федеративної Росії. Вибране першим і переобране другим з'їздами Башкирське обласне (центральне) шуро (рада) працювало в Оренбурзі і готувалося до Засновницьких зборів Росії, які мали відбутися в січні 1918 року.
Жовтневий переворот вніс корективи до процесу становлення автономії. 16 листопада 1917 року Башкирське обласне шуро проголошує частини територій Оренбурзької, Пермської, Самарської, Уфимської губерній автономною частиною Російської республіки — територіально-національної автономії Башкурдістан. Останнє рішення затверджено на III Всебашкирському з'їзді (курултаї), який проходив 8—20 грудня 1917 року в Оренбурзі.
Поняття «Мала Башкирія» введено в січні 1918 року в ході розробки проєкту «Положення про автономію Малої Башкирії». До складу Малої Башкирії віднесені південна частина Красноуфимського, південна Осинського, південно-східна Єкатеринбурзького, південно-західна Шадринського (Пермська губернія), південно-західна Челябінського, західна Троїцького, Верхньоуральського, північно-західна Орського, північна Оренбурзького (Оренбурзька губернія), південно-західна Бірського, північно-східна частина Стерлітамацького повітів (Уфимська губернія), східна Бугурусланського (Самарська губернія). Оцінково: територія — 78 439 км², населення — 1219,9 тисяч осіб.
20 березня 1919 року підписано «Угоду центральної Радянської влади з Башкирським урядом про Радянську Автономну Башкирію». У пресі опубліковано 23 березня 1919 року, тому офіційною датою утворення республіки вважається цей день. Відповідно до «Угоди» утворено Автономну Башкирську Радянську Республіку (АРБР). Термін «Мала Башкирія» і далі застосовувався щодо АРБР.
До її складу увійшли 17 волостей Оренбурського повіту, 28 волостей Орського повіту, 12 волостей Верхньоуральського повіту, 6 волостей Троїцького повіту, 9 волостей Челябінського повіту, 1 волость Бузулуцького повіту Оренбурзької губернії, 8 волостей Шадринського повіту, 4 волості Єкатеринбурзького повіту, 6 волостей і 5 окремих сел з 3 волостей Красноуфимського повіту Пермської губернії, 14 волостей Златоустовського повіту, 4 волості і башкирські селища 2 волостей Уфимського повіту, 29 волостей Стерлітамацького повіту Уфимської губернії.
7 волостей і місто Златоуст Златоустовського повіту, 6 волостей Уфимського повіту, 4 волості Троїцького повіту, 10 волостей Стерлітамацького повіту, з раніше оголошених у складі Малої Башкирії, до складу АБРР могли бути віднесені тільки після проведення опитування населення.
Прийнята нова адміністративно-територіальна структура, що складалася з 13 кантонів: Джітаровський, Кипчацький, Усерганський, Бурзян-Тангауровський, Там'ян-Катайський, Аргаяшський, Яланський, Кущинський, Дуванський, Кудейський, Табінський, Юрматінський, Ток-Чуранський.
Згідно з «Угодою» місцезнаходження столиці Автономної Башкирської Радянської Республіки повинен був визначити з'їзд Рад, а до ухвалення остаточного рішення тимчасовою офіційною столицею було село Темясово Бурзянської волості Орського повіту (нині Баймацький район). У зв'язку з наступом Колчака керівництво Республіки було евакуйовано до Саранська, де знаходилося з кінця квітня по серпень 1919 року. 20 серпня 1919 року уряд повернувся в місто Стерлітамак, яке стало фактичною столицею Малої Башкирії, при цьому знаходячись на території Уфимської губернії. 20 серпня 1920 року місто Стерлітамак, в листопаді цього ж року 16 волостей Стерлітамацького повіту передаються до складу республіки.

### Утворення Великої Башкирії
14 червня 1922 р. декретом ВЦВК «Про розширення меж Автономної Башкирської Соціалістичної Радянської Республіки» Уфимська губернія була скасована. Уфимський, Бірський, Белебеєвський і Златоустовський повіти Уфимської губернії включені до складу Автономної Башкирської Соціалістичної Радянської Республіки. До складу Республіки також включені Тургаяцька, Сиростанська, Місська волості, місто Міас Міаського повіту Челябінської губернії. З Малої Башкирії в Челябінську губернію переданий Яланський кантон. Мензелінський повіт Уфимської губернії в 1920 році був включений до складу утвореної Автономної Татарської Соціалістичної Радянської Республіки.
Офіційною столицею Автономної Башкирської Соціалістичної Радянської Республіки стає місто Уфа. З юридичної точки зору Уфимська губернія як адміністративна одиниця припиняє своє існування, фактично відбувається злиття Башкирської Республіки і Уфимської губернії, з домінуванням в керівництві Великої Башкирії представників останньої.

### Радянський період
До 1930 року існувала волосно-кантональна система. З 20 серпня 1930 року введена районна система адміністративно-територіального поділу. У травні 1952 року Башкирська АРСР була розділена на Уфимську і Стерлітамацьку області. У квітні наступного року це рішення було відкликано і обласний поділ у Башкирській АРСР скасовано.

### Російський період
З 31 березня 1992 року  Республіка Башкортостан у складі Російської Федерації.
З 21 вересня 2022 року — почав формуватися збройний опір, у якому станом на 19 жовтня 2022 лічилося 2 700 осіб. 3 жовтня партизани підпалили офіс партії КПРФ у Салаваті. 8 жовтня у районному центрі Архангельського району у 65 кілометрах від Уфи підпалили військомат. Активісти вимагають незалежність республіки.

## Населення
На 1 січня 2025 року населення Башкирії за оцінкою Росстату складало близько 4,046 млн людей. З 1 січня 2024 року чисельність населення республіки скоротилось на 18,3 тис. — тоді в Башкирії мешкало трохи більше 4,064 млн людей.
Згідно зі Всеросійськими переписами населення 2002, 2010 та 2021 років, національний склад населення був такий:
| Народ    | 2002    | 2010    | 2021    |
| -------- | ------- | ------- | ------- |
| Росіяни  | 36,32 % | 35,19 % | 36,89 % |
| Башкири  | 29,76 % | 28,79 % | 31,01 % |
| Татари   | 24,14 % | 24,78 % | 23,82 % |
| Чуваші   | 2,86 %  | 2,64 %  | 1,95 %  |
| Марійці  | 2,6 %   | 2,55 %  | 2,08 %  |
| Українці | 1,3 %   | 0,98 %  | 0,36 %  |
| Мордва   | 0,6 %   | 0,5 %   | 0,27 %  |
| Удмурти  | 0,6 %   | 0,53 %  | 0,42 %  |
| Білоруси | 0,4 %   | 0,29 %  | 0,09 %  |

Усього в Башкортостані мешкає понад 100 національностей.
96,4 % населення знає російську мову. Башкирську мову знає 25,8 %, татарську — 34,0 % населення.
| Рік                    | Усього    | Башкири   | Росіяни   | Татари    | Чуваші  | Марійці | Українці | Мордва | Удмурти | Білоруси |
| ---------------------- | --------- | --------- | --------- | --------- | ------- | ------- | -------- | ------ | ------- | -------- |
| 1897 р. (на 9 лютого)  | 199 1438  |           |           |           |         |         |          |        |         |          |
| 1926 р. (на 17 грудня) | 2 665 836 | 625 845   | 106 4707  | 621 121   | 84 886  | 79 298  | 76 710   | 49 813 | 23 256  | 18 281   |
| 1939 р. (на 17 січня)  | 3 158 969 | 671 188   | 128 1347  | 777 230   | 106 892 | 90 163  | 92 289   | 57 826 | 25 103  | 23 761   |
| 1959 р. (на 15 січня)  | 3 336 289 | 737 711   | 1 418 147 | 768 566   | 109 970 | 93 902  | 83 594   | 43 582 | 25 388  | 20 792   |
| 1970 р. (на 15 січня)  | 3 814 926 | 892 248   | 1 546 304 | 944 505   | 126 638 | 109 638 | 76 005   | 40 745 | 27 918  | 17 985   |
| 1979 р. (на 17 січня)  | 3 844 280 | 935 880   | 1 547 893 | 940 436   | 122 344 | 106 793 | 75 571   | 35 900 | 25 906  | 17 393   |
| 1989 р. (на 12 січня)  | 3 943 113 | 863 808   | 1 548 291 | 1 120 702 | 118 509 | 105 768 | 74 990   | 31 923 | 23 696  | 17 038   |
| 2002 р. (на 9 жовтня)  | 4 104 336 | 1 221 302 | 1 490 715 | 990 702   | 117 317 | 105 829 | 55 249   | 26 020 | 22 625  | 17 117   |

### Розселення народів Башкортостану

Росіяни
Башкири
Татари
Чуваші
Марійці

### Українці
1926 року в Башкортостані було 77 000 українців. Згідно з переписом 1939 року українці становили 2,9 % всього населення республіки. Українці мешкали здебільшого в південно-західній частині Башкирії, у степових та лісостепових смугах.
Під час Другої світової війни між Башкирією та Україною розвинулися несподівані й тісні культурні зв'язки. В часи німецької окупації України Академія Наук УРСР, Спілка Письменників України, Оперний Театр ім. Т. Г. Шевченка перебували у столиці Башкирії Уфі. В цій же столиці видавався у той час журнал «Українська література», збірники «Наукових записок Інституту мови й літератури AH УРCP» та ще кілька тогочасних українських часописів (зокрема «Література й мистецтво»).

## Адміністративно-територіальний поділ
Станом на 2021 рік республіка поділяється на 54 муніципальних райони та 9 міських округів:
| № з/п | Район, міський округ          | Площа, км² | Населення, осіб (2002) | Населення, осіб (2010) | Населення, осіб (2021) | Центр              | Поселення | Населені пункти |
| ----- | ----------------------------- | ---------- | ---------------------- | ---------------------- | ---------------------- | ------------------ | --------- | --------------- |
| 1     | Абзеліловський район          | 4289,00    | 43262                  | 45551                  | 43890                  | Аскарово           | 15        | 91              |
| 2     | Альшеєвський район            | 2411,42    | 48398                  | 43467                  | 36230                  | Раєвський          | 20        | 104             |
| 3     | Архангельський район          | 2421,45    | 20165                  | 18514                  | 17156                  | Архангельське      | 12        | 71              |
| 4     | Аскінський район              | 2542,09    | 24464                  | 21272                  | 17448                  | Аскіно             | 15        | 74              |
| 5     | Аургазинський район           | 2014,03    | 38996                  | 36970                  | 31241                  | Толбази            | 21        | 137             |
| 6     | Баймацький район              | 5630,55    | 62822                  | 58572                  | 54829                  | Баймак             | 23        | 93              |
| 7     | Бакалинський район            | 1951,00    | 32327                  | 28776                  | 25267                  | Бакали             | 17        | 96              |
| 8     | Балтачевський район           | 1598,32    | 24695                  | 21623                  | 17787                  | Старобалтачево     | 15        | 79              |
| 9     | Белебеївський район           | 1911,20    | 102268                 | 101896                 | 94902                  | Белебей            | 17        | 90              |
| 10    | Білокатайський район          | 3037,00    | 22623                  | 20169                  | 17393                  | Новобілокатай      | 13        | 46              |
| 11    | Білоріцький район             | 11345,77   | 114334                 | 107248                 | 98677                  | Білоріцьк          | 20        | 100             |
| 12    | Біжбуляцький район            | 2133,90    | 27999                  | 26080                  | 21065                  | Біжбуляк           | 13        | 85              |
| 13    | Бірський район                | 1786,49    | 59875                  | 61496                  | 63382                  | Бірськ             | 15        | 78              |
| 14    | Благоварський район           | 1688,15    | 25770                  | 26004                  | 24629                  | Язиково            | 15        | 87              |
| 15    | Благовіщенський район         | 2323,90    | 48850                  | 49736                  | 48149                  | Благовіщенськ      | 16        | 100             |
| 16    | Буздяцький район              | 1632,80    | 31178                  | 30688                  | 25996                  | Буздяк             | 12        | 81              |
| 17    | Бураєвський район             | 1792,26    | 28320                  | 25154                  | 20420                  | Бураєво            | 13        | 95              |
| 18    | Бурзянський район             | 4442,00    | 16839                  | 16698                  | 16719                  | Старосубхангулово  | 12        | 34              |
| 19    | Гафурійський район            | 3038,02    | 36761                  | 33869                  | 30343                  | Красноусольський   | 16        | 95              |
| 20    | Давлекановський район         | 1907,31    | 42138                  | 42465                  | 38278                  | Давлеканово        | 17        | 92              |
| 21    | Дуванський район              | 3243,15    | 31449                  | 31068                  | 30505                  | Месягутово         | 13        | 47              |
| 22    | Дюртюлинський район           | 1671,00    | 62972                  | 64426                  | 59952                  | Дюртюлі            | 15        | 88              |
| 23    | Єрмекеєвський район           | 1438,00    | 18205                  | 17162                  | 15596                  | Єрмекеєво          | 13        | 51              |
| 24    | Зіанчуринський район          | 3342,35    | 30091                  | 27626                  | 24272                  | Ісянгулово         | 15        | 78              |
| 25    | Зілаїрський район             | 5773,99    | 18939                  | 16590                  | 14293                  | Зілаїр             | 13        | 57              |
| 26    | Іглінський район              | 2454,00    | 45392                  | 49675                  | 66065                  | Ігліно             | 19        | 128             |
| 27    | Ілішевський район             | 1973,00    | 36281                  | 34654                  | 31121                  | Верхньояркеєво     | 22        | 87              |
| 28    | Ішимбайський район            | 4106,06    | 95805                  | 91301                  | 85165                  | Ішимбай            | 14        | 87              |
| 29    | Калтасинський район           | 1518,70    | 29609                  | 26268                  | 21497                  | Калтаси            | 15        | 88              |
| 30    | Караідельський район          | 3785,78    | 28960                  | 27945                  | 24089                  | Караідель          | 17        | 99              |
| 31    | Кармаскалинський район        | 1750,88    | 54585                  | 51504                  | 48483                  | Кармаскали         | 16        | 122             |
| 32    | Кігинський район              | 1688,36    | 19825                  | 19137                  | 16288                  | Верхні Кіги        | 9         | 39              |
| 33    | Краснокамський район          | 1594,92    | 27552                  | 27986                  | 25785                  | Ніколо-Березовка   | 14        | 68              |
| 34    | Кугарчинський район           | 3372,64    | 34203                  | 31444                  | 27247                  | Мраково            | 15        | 88              |
| 35    | Кушнаренковський район        | 1717,77    | 29344                  | 27491                  | 25596                  | Кушнаренково       | 12        | 69              |
| 36    | Куюргазинський район          | 2235,42    | 25587                  | 25125                  | 21741                  | Єрмолаєво          | 12        | 84              |
| 37    | Мелеузівський район           | 3232,21    | 89672                  | 88549                  | 80243                  | Мелеуз             | 17        | 95              |
| 38    | Мечетлінський район           | 1557,00    | 25604                  | 25032                  | 22108                  | Большеустьікінське | 12        | 49              |
| 39    | Мішкинський район             | 1689,11    | 27099                  | 25318                  | 21772                  | Мішкино            | 14        | 77              |
| 40    | Міякинський район             | 2051,28    | 31789                  | 28224                  | 23805                  | Киргиз-Міяки       | 15        | 96              |
| 41    | Нурімановський район          | 2511,84    | 21266                  | 20824                  | 19618                  | Красна Горка       | 12        | 52              |
| 42    | Салаватський район            | 2182,00    | 25484                  | 26566                  | 22943                  | Малояз             | 16        | 60              |
| 43    | Стерлібашевський район        | 1608,75    | 22007                  | 20217                  | 17340                  | Стерлібашево       | 15        | 69              |
| 44    | Стерлітамацький район         | 2221,60    | 37699                  | 40325                  | 44329                  | Стерлітамак        | 20        | 111             |
| 45    | Татишлинський район           | 1376,15    | 26803                  | 25159                  | 21535                  | Верхні Татишли     | 13        | 75              |
| 46    | Туймазинський район           | 2403,52    | 129467                 | 131225                 | 130351                 | Туймази            | 19        | 114             |
| 47    | Уфимський район               | 1598,77    | 56351                  | 67067                  | 102303                 | Уфа                | 19        | 89              |
| 48    | Учалинський район             | 4549,00    | 75794                  | 73268                  | 69520                  | Учали              | 19        | 88              |
| 49    | Федоровський район            | 1693,24    | 19675                  | 18650                  | 15700                  | Федоровка          | 14        | 68              |
| 50    | Хайбуллінський район          | 3911,66    | 33072                  | 33398                  | 29679                  | Ак'яр              | 14        | 56              |
| 51    | Чекмагушівський район         | 1692,00    | 33031                  | 30780                  | 27467                  | Чекмагуш           | 13        | 78              |
| 52    | Чишминський район             | 1823,77    | 52663                  | 52344                  | 51409                  | Чишми              | 16        | 104             |
| 53    | Шаранський район              | 1384,00    | 24494                  | 22514                  | 18881                  | Шаран              | 13        | 104             |
| 54    | Янаульський район             | 2093,81    | 50700                  | 48134                  | 42823                  | Янаул              | 19        | 104             |
| 1     | Агідельський міський округ    | 66,50      | 18721                  | 16370                  | 13935                  | Агідель            | -         | 1               |
| 2     | Кумертауський міський округ   | 169,60     | 69792                  | 67078                  | 62881                  | Кумертау           | -         | 5               |
| 3     | Міжгорський міський округ     | 221,00     | 19082                  | 17352                  | 15404                  | Міжгор'є           | -         | 1               |
| 4     | Нефтекамський міський округ   | 147,25     | 129810                 | 133535                 | 142894                 | Нефтекамськ        | -         | 8               |
| 5     | Октябрський міський округ     | 105,83     | 108647                 | 109474                 | 113737                 | Октябрський        | -         | 1               |
| 6     | Салаватський міський округ    | 106,23     | 158600                 | 156095                 | 148947                 | Салават            | -         | 1               |
| 7     | Сібайський міський округ      | 157,40     | 60144                  | 63838                  | 61032                  | Сібай              | -         | 2               |
| 8     | Стерлітамацький міський округ | 108,52     | 264362                 | 273486                 | 247134                 | Стерлітамак        | -         | 1               |
| 9     | Уфимський міський округ       | 707,93     | 1049925                | 1071640                | 1137500                | Уфа                | -         | 25              |

## Найбільші населені пункти
Населені пункти з населенням понад 10 тисяч осіб:
| №  | Населений пункт  | Населення, осіб (2002) | Населення, осіб (2010) |
| -- | ---------------- | ---------------------- | ---------------------- |
| 1  | Уфа              | 1042437                | 1062319                |
| 2  | Стерлітамак      | 264362                 | 273486                 |
| 3  | Салават          | 158600                 | 156095                 |
| 4  | Нефтекамськ      | 122290                 | 121733                 |
| 5  | Октябрський      | 108647                 | 109474                 |
| 6  | Білоріцьк        | 71093                  | 68806                  |
| 7  | Туймази          | 66687                  | 66836                  |
| 8  | Ішимбай          | 70195                  | 66259                  |
| 9  | Кумертау         | 65003                  | 62851                  |
| 10 | Сібай            | 59082                  | 62763                  |
| 11 | Мелеуз           | 62949                  | 61390                  |
| 12 | Белебей          | 60928                  | 60188                  |
| 13 | Бірськ           | 39992                  | 41635                  |
| 14 | Учали            | 37196                  | 37788                  |
| 15 | Благовіщенськ    | 32989                  | 34239                  |
| 16 | Дюртюлі          | 29984                  | 31274                  |
| 17 | Янаул            | 27909                  | 26924                  |
| 18 | Давлеканово      | 23860                  | 24073                  |
| 19 | Чишми            | 21008                  | 21196                  |
| 20 | Приютово         | 21150                  | 20891                  |
| 21 | Раєвський        | 20022                  | 19557                  |
| 22 | Баймак           | 17223                  | 17710                  |
| 23 | Міжгор'є         | 19082                  | 17352                  |
| 24 | Ігліно           | 13931                  | 16811                  |
| 25 | Агідель          | 18721                  | 16370                  |
| 26 | Красноусольський | 11796                  | 11991                  |
| 27 | Чекмагуш         | 11204                  | 11382                  |
| 28 | Кандри           | 12077                  | 10885                  |
| 29 | Месягутово       | 10497                  | 10883                  |
| 30 | Буздяк           | 9733                   | 10323                  |
| 31 | Толбази          | 10164                  | 10114                  |

## Економіка
Найважливіші галузі промисловості — нафтовидобуток (23 % промислового продукту) («Башнєфть») і нафтопереробка (20 %); хімія й нафтохімія (16 %) («Салаватнєфтєоргсінтез», «Уфанєфтєхім», «Ішимбайський НПЗ», «Приютовський» і «Туймазінський ГПЗ»).
Електроенергетика (13 % промислового продукту) представлена Кармановською ГРЕС (1800МВТ), Салаватськими (530 і 264 МВТ), Стерлітамацькими (511 і 355 МВТ), Уфимськими (94, 466, 110 і 400 МВТ), Приуфимською (200 МВТ), Кумертауською (145 МВТ) і Зауральською (27 МВТ) ТЕЦ; Павловською (164 МВТ), Юмагузінською (45 МВТ) і малими ГЕС на річках Сакмара, Дьома й Великий Ік. У районі селіща Тюпкільди Туймазінського району розташована дослідно-експериментальна вітрова електростанція потужністю 2,2 МВТ. По федеральній програмі розвитку атомної енергетики (2005) можливе поновлення будівництва Башкирської АЕС (м. Агідель).
Є також деревообробна промисловість і промисловість будівельних матеріалів. Найбільші промислові центри — Уфа, Стерлітамак, Салават, Нефтекамськ, Туймази, Октябрський. Розвинені машинобудування й металообробка.
Сільське господарство — зерново-тваринницького напрямку. Вирощуються пшениця, жито, овес, ячмінь (зернові культури) і цукровий буряк, соняшник (технічні культури).
М'ясо-молочне тваринництво, свинарство, м'ясо-шерстне вівчарство, птахівництво, конярство й бджільництво.
Докладніше: Землеробство в Башкортостані

### Транспорт
Уфа зв'язана залізницями із Самарою, Челябінськом і іншими містами. Через регіон проходить автомагістраль М5 «Урал», до Уфи прокладена М7 «Волга». Судноплавні річки — Біла й Уфа. Розвинений трубопровідний транспорт.

## Культура
З 1939 року в Башкорстані діє Державний академічний ансамбль народного танцю ім. Файзі Гаскарова.